# Yapen (île)
Pour les articles homonymes, voir Yapen.

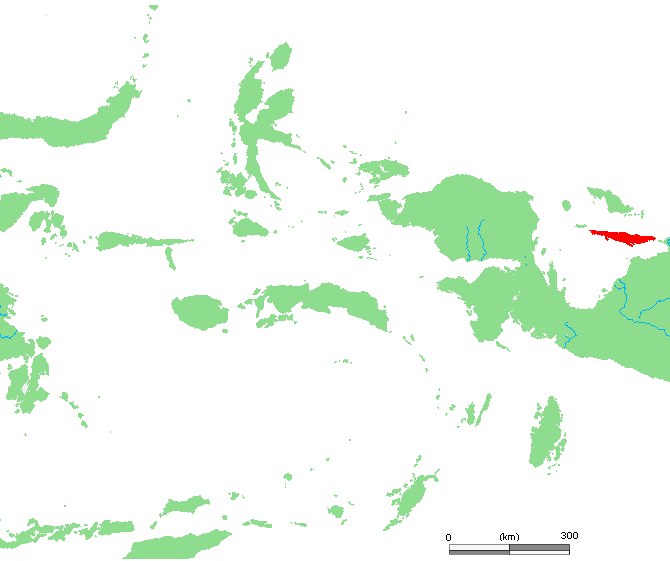
Localisation de Yapen

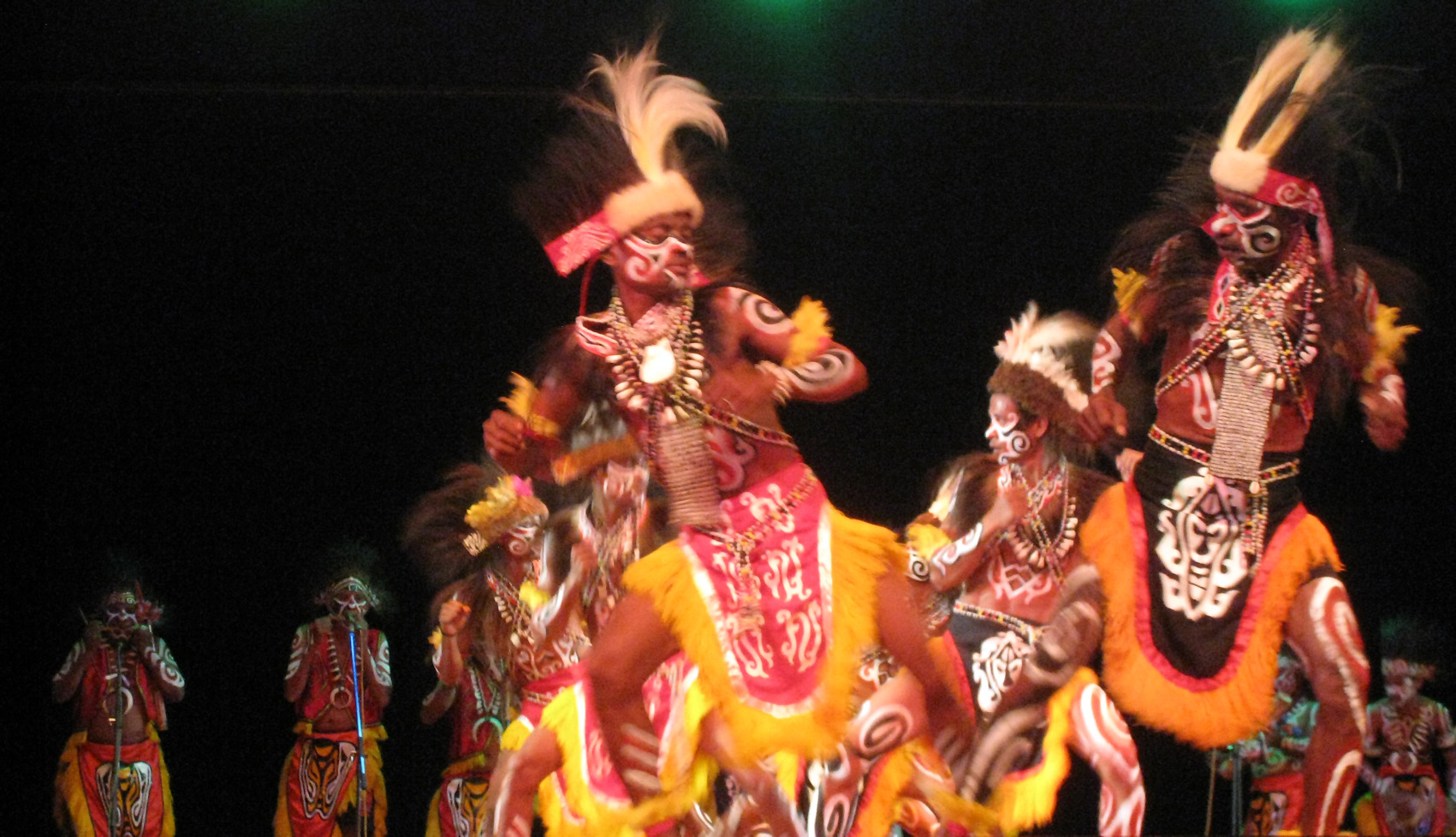
Danse de Yapen

Yapen, anciennement Jobi, en indonésien Pulau Yapen, est une île d'Indonésie faisant partie du kabupaten des îles Yapen.